# Sostituti salini
I sostituti del sale sono alternative al sale da cucina a basso contenuto di sodio commercializzate per aggirare il rischio di ipertensione e malattie cardio-circolatorie associate a un'elevata assunzione di cloruro pur mantenendo un gusto simile.
I principali sostituti del sale sono i sali da tavola privi di sodio, che hanno il loro sapore a causa di composti diversi dal cloruro di sodio. I sali non di sodio riducono l'assunzione giornaliera di sodio e riducono gli effetti negativi sulla salute di questo elemento.
Esempi di tali sostanze sono sostanze primarie contenenti magnesio e potassio, tra cui:
- carnallite (KMgCl 3 • 6H 2 O)
- kainite (KCl • MgSO 4 • 2H 2 O)
- langbeinite (K 2 Mg 2 (SO 4 ) 2 )
- silvite (KCl)
- polialite (K 2 MgCa 2 (SO 4 ) 4 • 2H 2 O)
- kieserite (MgSO 4 • H 2 O)

In pratica, il cloruro di potassio (noto anche come sale di potassio) è più comunemente usato. La sua tossicità per una persona sana è approssimativamente uguale a quella del sale da cucina (la LD50 è di circa 2,5 g / kg, o circa 190 g per una persona di 75 kg).
Il lattato di potassio può essere utilizzato anche per ridurre i livelli di sodio nei prodotti alimentari ed è comunemente usato nei prodotti a base di carne e pollame.
La dose giornaliera raccomandata di potassio è superiore a quella del sodio, tuttavia una persona tipica consuma meno potassio del sodio in un dato giorno.
Il cloruro di potassio ha un retrogusto amaro se usato in proporzioni più elevate, che i consumatori potrebbero trovare sgradevoli.
Le proteine idrolizzate o 5 ' - nucleotidi vengono talvolta aggiunte al cloruro di potassio per migliorare il sapore dei sostituti del sale.
Derivati delle alghe sono anche commercializzati come alternative al sale.
Diverse malattie e farmaci possono ridurre l'escrezione di potassio da parte del corpo, aumentando così il rischio di iperkaliemia potenzialmente fatale.
Le persone con insufficienza renale, insufficienza cardiaca o diabete non sono consigliate di usare sostituti del sale senza consiglio medico.
Con i seguenti farmaci sono segnalati effetti collaterali: amiloride, triamterene, Dytac, captopril e altri inibitori dell'enzima di conversione dell'angiotensina, spironolattone ed eplerenone.
I sostituti del sale possono anche essere ulteriormente arricchiti con i nutrienti essenziali. Un sostituto del sale può, analogamente al problema della carenza di iodio, aiutare ad eliminare la "fame nascosta" (cioè l'apporto insufficiente di micronutrienti necessari come e ferro o altri micronutrienti).
Tali sostanze sono promosse dall'UNICEF con il nome di "super-sale".

## Dieta a basso contenuto di sodio
Secondo le attuali linee guida dell'OMS adulti dovrebbero consumarne meno di 2.000 mg di sodio al giorno (cioè circa 5 grammi di sale da cucina tradizionale) e almeno 3.510 mg di potassio al giorno.
Tuttavia, sia gli adulti che i bambini in Europa consumano circa il doppio del sale tradizionale come raccomandato dagli esperti.
Le persone alle prese con livelli elevati di sodio o bassi livelli di potassio possono essere a rischio di ipertensione, che aumenta il rischio di malattie cardiache e ictus.
Studi internazionali che coprono centinaia di migliaia di persone stimano che il numero di decessi attribuibili a un'eccessiva assunzione di sodio raggiunga almeno 1,65 milioni di persone all'anno.
Ipertensione, ictus, attacchi di cuore, cancro allo stomaco e osteoporosi sono alcuni dei gravi effetti sulla salute e delle complicazioni derivanti dall'assunzione eccessiva di sale tradizionale (cloruro di sodio). Dopo molti approcci per affrontare questo grave problema di salute pubblica, ricercatori e funzionari governativi affermano che un significativo passo avanti non può essere fatto senza un'ampia adozione di sale non sodico sia nell'uso quotidiano che come parte del processo di produzione. È impossibile raggiungere questo obiettivo con una mancanza di prodotti sufficienti che combinino gusti simili, bassi livelli di sodio e una quantità elevata di nutrienti desiderati.